# Santuarios del panda gigante de Sichuan
Los Santuarios del panda gigante de Sichuan (en chino tradicional, 四川大熊貓棲息地; en chino simplificado, 四川大熊猫栖息地; pinyin, Sìchuān Dàxióngmāo Qīxīdì), están situados en el sudoeste de la provincia de Sichuan, China. Es el hábitat de más del 30% de la población mundial del sumamente amenazado panda gigante (Ailuropoda melanoleuca) y está entre los sitios más importantes de cría en cautividad de estos animales.
Abarca un área protegida de 9245 km² distribuidas en siete reservas naturales y nueve parques paisajísticos en el Qionglai y las Montañas Jiajin. Aparte del panda gigante, es el refugio de otras especies en vías de extinción como son: el panda rojo, el leopardo de las nieves y la pantera nebulosa. Tras las selvas tropicales, estos santuarios están entre los lugares botánicamente más ricos del mundo, y son el hogar de entre 5 000 a 6 000 especies de flora. Estos hábitats han sido comparados con los bosques paleotrópicos del período terciario.
Los santuarios del panda gigante de Sichuan consisten en siete reservas naturales y nueve parques paisajísticos. Este conjunto de lugares protegidos fue declarado como Patrimonio de la Humanidad por la Unesco en el año 2006.
- Siete Reservas Naturales:
  - Reserva Natural Nacional Wolong (chino: 卧龙自然保护区)
  - Reserva Natural Fengtongzhai (chino: 蜂桶寨自然保护区)
  - Reserva Natural Monte Siguniang (chino: 四姑娘山自然保护区)
  - Reserva Natural Río Laba (chino: 喇叭河自然保护区)
  - Reserva Natural Río Heishui (chino: 黑水河自然保护区)
  - Reserva Natural Jintang-Kongyu (chino: 金汤—孔玉自然保护区)
  - Reserva Natural Caopo (chino: 草坡自然保护区)

- Nueve Parques Paisajísticos:
  - Parque Paisajístico Monte Qingcheng y sistema de irrigación de Dujiangyan (chino: 青城山—都江堰风景名胜区)
  - Parque Paisajístico Monte Tiantai (chino: 天台山风景名胜区)
  - Parque Paisajístico Monte Siguniang (chino: 四姑娘山风景名胜区)
  - Parque Paisajístico Montaña Nevada Xiling (chino: 西岭雪山风景名胜区)
  - Parque Paisajístico Monte Jiguan-Jiulonggou (chino: 鸡冠山—九龙沟风景名胜区)
  - Parque Paisajístico Monte Jiajin (chino: 夹金山风景名胜区)
  - Parque Paisajístico Miyaluo (chino: 米亚罗风景名胜区)
  - Parque Paisajístico Monte Lingzhen y Monte Daxue (chino: 灵鹫山—大雪峰风景名胜区)
  - Parque Paisajístico Monte Erlang (chino: 二郎山风景名胜区)